# 일반성을 잃지 않고
일반성을 잃지 않고(영어: Without loss of generality)는 수학에서 자주 사용되는 표현이다. 이 용어는 그 다음에 나타나는 대상의 임의적인 선택이 전제를 특정 경우로 좁히지만 일반적으로 증명의 유효성에 영향을 미치지 않는다는 가정을 나타내는 데 사용된다. 명시되지 않은 다른 경우는 제시된 것과 기본적으로 동일하고 충분히 유사한 논리를 통해 증명한다. 결과적으로 특정 사례에 대한 증명이 일단 주어지면 다른 모든 사례에서 결론을 증명하기 위해 이를 적용하는 방법은 자명하다.
많은 사례에서 "일반성을 잃지 않고"의 사용은 대칭의 존재로 인해 가능하다. 예를 들어, 실수의 성질 {\displaystyle P(x,y)}가 대칭적인 경우, 즉 임의의 실수 {\displaystyle x}, {\displaystyle y}에 대해 {\displaystyle P(y,x)}가 {\displaystyle P(x,y)}와 동치인 경우, 모든 {\displaystyle x}, {\displaystyle y}에 대해 {\displaystyle P(x,y)}를 증명하려 할 때 "일반성을 잃지 않고" {\displaystyle x\leq y}라고 가정할 수 있다. {\displaystyle x\leq y\implies P(x,y)} 를 일단 증명하면, {\displaystyle x}와 {\displaystyle y}를 교환하여 {\displaystyle y\leq x\implies P(y,x)}를 증명할 수 있고, {\displaystyle P}의 대칭에 의해 {\displaystyle P(x,y)}가 유도된다. 한편 "{\displaystyle x\leq y} 또는 {\displaystyle y\leq x}"는 항상 성립하고, 각 경우에서 {\displaystyle P(x,y)}를 증명하였으므로 {\displaystyle P(x,y)}는 항상 성립한다. 따라서 {\displaystyle x\leq y}를 가정한 증명으로부터 전체 증명을 완성할 수 있다.
반면, 그러한 대칭 혹은 다른 형태의 동치성이 확립될 수 없는 경우에 "일반성을 잃지 않고"의 사용은 올바르지 않다. 이는 주어진 명제를 증명하기 위해 비대표적인 예를 드는 논리적 오류인 "예시를 든 증명(en:proof by example)"에 해당할 수 있다.

## 예시
비둘기집 원리의 한 예시인 다음 정리를 생각하자.
세 물체가 빨간색 혹은 파란색으로 색칠되어 있다면 이 중 두 개는 같은 색이다.

이 정리를 다음과 같이 증명할 수 있다.
일반성을 잃지 않고, 첫 번째 물체가 빨간색이라고 가정하자. 다른 두 물체 중 하나가 빨간색이라면, 그 물체와 첫 번째 물체가 같은 빨간색이므로 증명이 끝난다. 만약 그렇지 않다면, 다른 두 물체는 같은 파란색이므로 증명이 끝난다.

이 논증은 첫 번째 물체가 빨간색이라는 가정을 하여 결론을 이끌어 내었지만, 첫 번째 물체를 파란색이라고 가정하더라도 논증에서 '빨간색'과 '파란색'이라는 단어를 바꾸어 원 명제를 증명할 수 있다. 어떻게 가정하더라도 본질적으로 같은 논증을 통해 결론을 이끌어 낼 수 있으므로, 첫 번째 물체가 파란색이라는 가정으로부터 본질적으로 똑같은 논증을 한 번 더 작성하는 대신에, "일반성을 잃지 않고"를 사용하여 증명을 간단하게 바꿀 수 있다.

## 참고 문헌
1. ↑  Chartrand, Gary; Polimeni, Albert D.; Zhang, Ping (2008). 《Mathematical Proofs / A Transition to Advanced Mathematics》 2판. Pearson/Addison Wesley. 80–81쪽. ISBN 978-0-321-39053-0.
2. ↑  Dijkstra, Edsger W. (1997). 〈WLOG, or the misery of the unordered pair (EWD1223)〉.   Broy, Manfred; Schieder, Birgit. 《Mathematical Methods in Program Development》 (PDF). NATO ASI Series F: Computer and Systems Sciences 158. Springer. 33–34쪽. doi:10.1007/978-3-642-60858-2_9.
3. ↑  “An Acyclic Inequality in Three Variables”. 《www.cut-the-knot.org》. 2019년 10월 21일에 확인함.